# K.G. Srinivasapura, Nelamangala
K.G. Srinivasapura là một làng thuộc tehsil Nelamangala, huyện Bangalore Rural, bang Karnataka, Ấn Độ.